# Конюшня
Конюшнята е помещение, сграда, където се държат конете. На български език се използва и по-общият израз „конски обор“.
Конюшни започват да се строят като отделена от основната сграда на фермата през XVI век. Такива сгради са снабдени с място за миене и почистване на конете, за изкуствено осеменяване и раждане на малките, за складиране на фуража, хранилки и други. В големите конюшни на разположение могат да бъдат и ветеринари.
Както вътрешността, така и външният вид на конюшнята варират значително в зависимост от историческия период, местните строителни материали, климата и други предпоставки. Основните материали са дърво, стомана и тухли. Големината зависи от броя на конете, които могат да бъдат само един-два или да наброяват стотици (обикновено отглеждани за конни надбягвания). Има прегради между отделните животни. Конструкцията трябва да е здрава и да се почиства всеки ден.